# Phyllomyias
Phyllomyias es un género de aves paseriformes perteneciente a la familia Tyrannidae que agrupa a especies nativas de la América tropical (Neotrópico), donde se distribuyen desde Costa Rica, por el este de América Central, y por América del Sur, hasta el norte de Argentina. A sus miembros se les denomina popularmente mosqueritos, y también moscaretas, tiranuelos o atrapamoscas entre otros.

## Etimología
El nombre genérico masculino «Phyllomyias» se compone de las palabras del griego «φύλλον» (phúllon) que significa ‘hoja’, y de la forma neolatina «myias» que significa ‘atrapamoscas’, a su vez derivado del griego  «μυῖα, μυῖας» (muĩa, muĩas) que significa ‘mosca’.

## Características
Este género es un grupo de pequeños y oscuros tiránidos, midiendo entre 10 y 12 cm de longitud, de picos cortos, encontrados en bosques húmedos y montanos; la mayoría de las especies presenta destacadas barras en las alas, más apagadas en algunos, y, a menudo, patrones faciales distintos. Generalmente no mantienen la cola levantada, aunque algunas especies ocasionalmente levantan las alas.

## Lista de especies
Según las clasificaciones del Congreso Ornitológico Internacional (IOC) y Clements Checklist, el género agrupa a las siguientes especies con el respectivo nombre popular de acuerdo con la Sociedad Española de Ornitología (SEO), u otro cuando referenciado:
| Imagen | Nombre científico         | Autor                              | Nombre común             | Estado de conservación | Distribución |
| ------ | ------------------------- | ---------------------------------- | ------------------------ | ---------------------- | ------------ |
|        | Phyllomyias fasciatus     | (Thunberg, 1822)                   | mosquerito oliváceo      | LC                     |              |
|        | Phyllomyias burmeisteri   | Cabanis & Heine, 1859              | mosquerito de Burmeister | LC                     |              |
|        | Phyllomyias zeledoni      | (Lawrence, 1869)                   | mosquerito de Zeledón    | LC                     |              |
|        | Phyllomyias virescens     | (Temminck, 1824)                   | mosquerito verdoso       | LC                     |              |
|        | Phyllomyias reiseri       | Hellmayr, 1905                     | mosquerito de Reiser     | LC                     |              |
|        | Phyllomyias urichi        | (Chapman, 1899)                    | mosquerito de Paria      | EN                     |              |
|        | Phyllomyias sclateri      | Berlepsch, 1901                    | mosquerito de Sclater    | LC                     |              |
|        | Phyllomyias griseocapilla | P.L. Sclater, 1862                 | mosquerito coronigrís    | NT                     |              |
|        | Phyllomyias griseiceps    | (P.L. Sclater & Salvin, 1871)      | mosquerito cabecigrís    | LC                     |              |
|        | Phyllomyias plumbeiceps   | (Lawrence, 1869)                   | mosquerito coroniplomizo | LC                     |              |
|        | Phyllomyias nigrocapillus | (Lafresnaye, 1845)                 | mosquerito capirotado    | LC                     |              |
|        | Phyllomyias cinereiceps   | (P.L. Sclater, 1860)               | mosquerito cenizo        | LC                     |              |
|        | Phyllomyias uropygialis   | (Lawrence, 1869)                   | mosquerito culirrufo     | LC                     |              |
|        | Phyllomyias weedeni       | Herzog, Kessler & Balderrama, 2008 | mosquerito de las Yungas | VU                     |              |

## Taxonomía
Los estudios de Fitzpatrick (2004) sugieren que este género es polifilético. Las especies P. fasciatus, P. griseiceps, P. griseocapilla y P. weedeni no serían parientes cercanos del resto de las especies lo que forzaría, en el caso de una separación, a la resurrección de géneros a las cuales ya pertenecieron en el pasado, como Tyranniscus , Acrochordopus y Xanthomyias.
Los amplios estudios genético-moleculares realizados por Tello et al. (2009) descubrieron una cantidad de relaciones novedosas dentro de la familia Tyrannidae que todavía no están reflejadas en la mayoría de las clasificaciones. Siguiendo estos estudios, Ohlson et al. (2013) propusieron dividir Tyrannidae en 5 familias. Según el ordenamiento propuesto, las especies actualmente en Phyllomyias permanece en Tyrannidae, en una subfamilia Elaeniinae Cabanis & Heine, 1859-60. El grupo formado por fasciatus, griceiceps, griseicapilla y weedeni en una tribu Elaeniini Cabanis & Heine, 1859-60, junto a Elaenia, Tyrannulus, Myiopagis, Suiriri, Capsiempis, Nesotriccus, Pseudelaenia, Mecocerculus leucophrys, Anairetes, Polystictus, Culicivora, Pseudocolopteryx y Serpophaga. Y el resto de las especies (separadas en géneros resucitados Tyranniscus, Acrochordopus y Xanthomyias) en una tribu Euscarthmini Ihering, 1904, junto a Zimmerius, Inezia, Euscarthmus, Ornithion, Stigmatura, Camptostoma y Mecocerculus (excluyendo Mecocerculus leucophrys).